# Телериг (Болгарія)
Те́лериг (болг. Телериг) — село в Добрицькій області Болгарії. Входить до складу общини Крушари.

## Населення
За даними перепису населення 2011 року у селі проживали 496 осіб.
Національний склад населення села:
| Національність   | Кількість осіб | Відсоток |
| ---------------- | -------------- | -------- |
| турки            | 307            | 66,6%    |
| болгари          | 152            | 33,0%    |
| цигани           | 0              | 0%       |
| Всього відповіли | 461            |          |

Розподіл населення за віком у 2011 році:
Динаміка населення: